# Charles Nodier
Charles Nodier (Besançon, 29 de abril de 1780 — Paris, 27 de janeiro de 1844) foi um escritor francês do século XIX a que se atribui grande importância dentro do movimento romântico.